# Konstantin Michajlovič Staňukovič
Konstantin Michajlovič Staňukovič (rusky Константин Михайлович Станюкович) (30. března 1843, Sevastopol – 20. května 1903, Neapol) byl ruský spisovatel známý především svými příběhy z námořnického prostředí.

## Život
Staňukovič pocházel z rodiny admirála. V letech 1857–1860 studoval na elitní námořní akademii v Petrohradě a pak sloužil jako důstojník dálkové plavby. Roku 1864 však přes otcův odpor námořní službu opustil, protože se chtěl věnovat literatuře. Krátce působil jako vesnický učitel a pak pracoval u dopravních společností. V letech 1885–1888 byl poslán do vyhnanství na Sibiři pro kontakty ze zahraniční politickou emigrací. Pak se věnoval plně literatuře a publicistické činnosti.
Roku 1902 se jeho zdraví zhoršilo a tak odjel na radu lékařů do Itálie. Krátce pobyl v Římě a pak se usídlil v Neapoli, kde roku 1903 zemřel.
Staňukovič je autorem několika románů ze života demokratické ruské inteligence, ale umělecky hodnotnější a také mnohem známější jsou jeho příběhy s námořnickou tematikou, pro které je charakteristická výtečná znalost prostředí a obsahová přitažlivost.

## Dílo

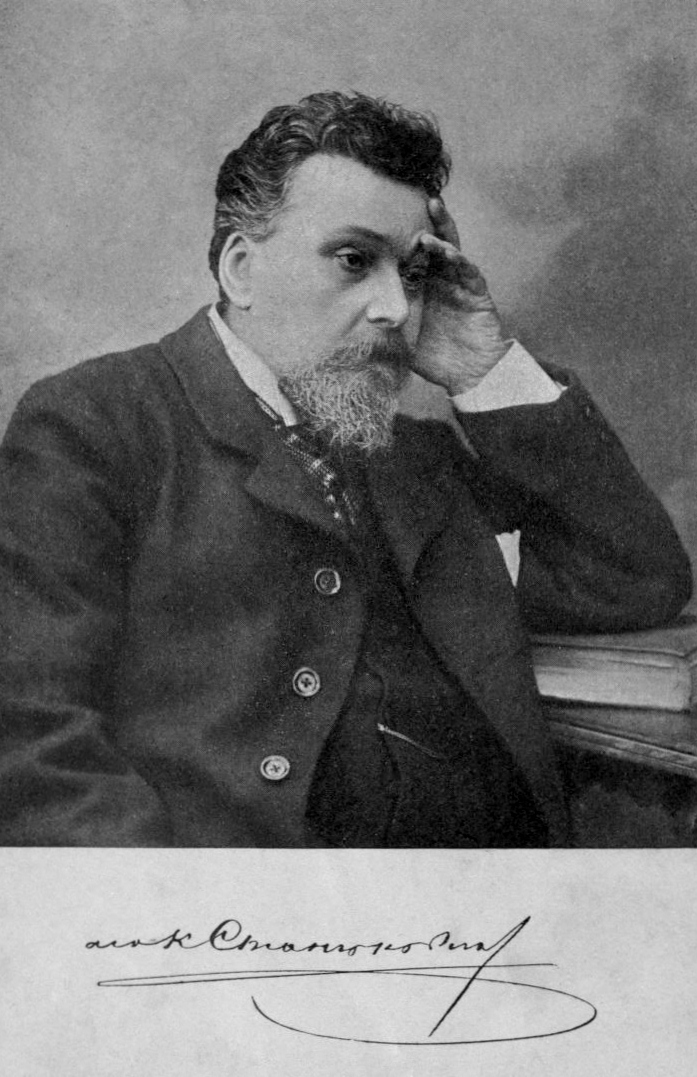
Konstantin Michajlovič Staňukovič

- Oчерки морского быта (1863, Črty ze života na moři), sbírka črt.
- Вокруг света на Коршуне (1863, Kolem světa na Luňáku), povídka o tříleté plavbě kolem světa, kterou v šedesátých letech 19. století podnikl na válečném trojstěžníku mladičký absolvent námořní akademie.
- Без исхода (1873, Bez konce), společenský román.
- Картинки общественной жизни (1877, Obrázky ze společenského života), sbírka fejetonů.
- Письма знатного иностранца (1878, Dopisy urozeného cizince), sbírka fejetonů.
- Два брата (1879, Dva bratři), společenský román.
- В мутной воде (1879, V kalné vodě), společenský román.
- Наши нравы (1880, Naše mravy), společenský román.
- Омут (1882, Tůně), společenský román.
- Mорские рассказы (1886-1903, Mořské povídky), cyklus více než devadesáti povídek ze života vojenského námořnictva, většina z nich vyšla nejprve časopisecky, česky v různých výborech, mimo jiné jako Muž přes palubu. Patří sem například povídky:
  - Василий Иванович (1886, Vasilij Ivanovič),
  - Беглец (1886, Zběh),
  - Человек за бортом! (1886, Muž přes palubu!), česky také jako Člověk za palubou,
  - Матросский линч (1887, Námořnický lynč)
  - Мрачный штурман (1889, Zasmušilý šturman),
  - Между своими (1890, Mezi sebou), česky také jako Mezi svými,
  - Испорченный день (1892, Den hrůzy), česky také jako Děsný den,
  - Пассажирка (1892, Pasažérka),
  - Ёлка для взрослых (1894, Jolka pro dospělé),
  - Беспокойный адмирал (1894, Divoký admirál),
  - В тропиках (1894, Jitro v tropech),
  - Куцый (1894, Voříšek),
  - Нянька (1895, Chůva),
  - Вестовой Егоров (1895, Sluha Jegorov),
  - Побег (1896, Útěk),
  - Максимка (1896, Maximka),
  - Отплата (1898, Odplata),
  - Матросик (1898, Námořníček),
  - На Чайке (1899, Na Rackovi),
  - Оборот (1899, Obrat),
  - Шутка (1899, Žert),
  - Похождения одного матроса (1899, Dobrodružství jednoho námořníka),
  - Отчаянный (1900, Furiant),
  - Товарищи (1901, Druzi),
  - Загадочный пассажир (1901, Tajemný cestující)
  - Севастопольский мальчик (1902, Chlapec ze Sevastopolu),
  - Свадебное путешествие (1902, Líbánky)
  - Тоска (1903, Stesk).
- Не столь отдалённые места (1886, Ne tak vzdálená místa), společenský román.
- Первые шаги (1891, První kroky), společenský román.
- История одной жизни (1895, Historie jednoho života), společenský román.
- Жрецы (1897, Šamani), společenský román.
- Равнодушные (1898, Lhostejní), společenský román.

## Filmové adaptace
- Максимка (1953, Maximka), sovětský film, režie Vladimír Braun, česky uvedeno jako Trosečník z otrokářské lodi.
- Матрос Чижик (1955, Námořník Čižik), sovětský film podle povídky Chůva, režie Vladimír Braun.
- Пассажирка (2008, Pasažérka), ruský film, režie Stanislav Govoruchin.

## Česká vydání
- Zběh, Jan Otto, Praha 1898, přeložil Matouš Béňa.
- Mezi námořníky, František Topič, Praha 1909, přeložil Jindřich Veselovský, povídky.
- Námořské povídky, Alois Hynek, Praha 1910, přeložil Vítězslav Unzeitig.
- Mořské povídky, Jan Otto, Praha 1910, přeložil František Mézl, obsahuje povídky Mezi svými, Člověk za palubou, Sluha Jegorov a Děsný den.
- Divoký admirál, Edvard Beaufort, Praha 1912, přeložil Jindřich Veselovský.
- Útěk, Odplata, Emil Šolc, Praha 1915, přeložil Jindřich Veselovský.
- Vasilij Ivanovič, W. Burakrt, Brno 1916, přeložil Vítězslav Unzeitig.
- Zasmušilý šturman, W. Burakrt, Brno 1917, přeložil Vítězslav Unzeitig.
- Zmizelý námořník, Emil Šolc, Praha 1917, přeložil Jindřich Veselovský.
- Chůva, Společenská knihtiskárna, Kroměříž 1925, přeložil J. Jílek.
- Nalezenec v oceáně, Rebcovo nakladatelství, Praha 1934, přeložil G. Akimov, povídky.
- Muž přes palubu, Svět sovětů, Praha 1949, přeložila Aloisie Pavlovská, znovu 1950.
- Kolem světa na Luňáku, Práce, Praha 1963, přeložil Jiří Moravec
- Muž přes palubu, Albatros, Praha 1973, přeložil Jaroslav Hulák, znovu 1982, obsahuje povídky Jitro v tropech, Maximka, Na Rackovi, Mezi sebou, Furiant, Muž přes palubu!, Voříšek, Den hrůzy, Chůva a Útěk.